# Грайфенщайн (Хесен)
Грайфенщайн (на немски: Greifenstein) е община до Вестервалд в Хесен, Германия, с 6791 жители (към 31 декември 2014).
- Замък Грайфенщайн